# آشور ريش إيشي الأول
آشور ريش إيشي الأول هو الملك ال86 لآشور من القرن 11 ق م، حسب قائمة ملوك آشور ذكرت أنه حكم لمدة 22 سنة، من سنة 1133 إلى سنة 1115 ق م. خلف الحكم من والده موتاكيل نوسكو، تكلمت المصادر عنه وقالت أنه حارب قبائل اللولوبي قرب أربيل، كما حارب قبائل الأحلامو الآرامية وعقد حلف مع ملك بابل نينورتا نادين شومي في ذلك الوقت من أجل محاربة أعدائهم من قبائل الأحلامو واللولوبي. خلفه في الحكم إبنه تغلث فلاسر الأول.